# Liggare
En liggare är en bok för löpande anteckningar, bokföring eller register, exempelvis:
- hotelliggare, vari ett hotell registrerar ankomna och avresta gäster
- lagerliggare, vari mottagna och expedierade varor eller komponenter registreras
- personalliggare, där en arbetsgivare registrerar personaluppgifter, i Sverige skall samtliga restauranger registrera all arbetad tid i en sådan liggare, dag för dag.

Liggare kan även avse horisontella konstruktionsdetaljer i till exempel väggar och ställningar. De vertikala detaljerna kallas ståndare.